# د دویل ورز پرادا
د دویل ورز پرادا (انگلیسی: The Devil Wears Prada) یک گروه موسیقی متال‌کور آمریکایی از دیتون، اوهایو است که از سال ۲۰۰۵ آغاز به کار کرد.